# Капозеле
Капозеле је насеље у Италији у округу Авелино, региону Кампанија.
Према процени из 2011. у насељу је живело 1139 становника. Насеље се налази на надморској висини од 401 м.

## Становништво
| 1951. | 1961. | 1971. | 1981. | 1991. | 2001. | 2011. |
| ----- | ----- | ----- | ----- | ----- | ----- | ----- |
| 4.448 | 4.313 | 4.185 | 4.005 | 4.026 | 3.797 | 3.537 |